# Sidoine Oussou
Sidoine Oussou (Porto Novo, Benin, 1992. november 14. –) benini labdarúgó, jelenleg a francia regionális bajnokságban szereplő CS Pluméliau játékosa.

## Pályafutása
Sidoine Oussou az ASPA Cotonou csapatánal kezdte pályafutását, ahol az első három mérkőzésén elért három találatával hamar a közönség és a játékosmegfigyelők szívébe lopta magát.
2011. január 6-án igazolt a norvég Vålerenga együtteséhez és március 9-én egy Håvard Nielsennek adott gólpasszal debütálhatott a bajnokságban a Viking elleni idegenbeli, győztes mérkőzésen.
2012-ben a belga Visé, majd 2013. július 23-ától a Kecskeméti TE kölcsönjátékosaként szerepelt, ahol 5 nappal később góllal mutatkozott be a Honvéd ellen.
A Vålerengánál lejárt szerződése után szabadúszóként kereste az ajánlatokat és honfitársa, Anicet Adjamossi ajánlatára egy évet a francia Quimperlénél töltött, tapasztalatszerzés céljából.
2015-től a máltai Naxxar Lions csapatánál folytatta tovább karrierjét. Augusztus 28-án játszotta első mérkőzését a Balzan ellen, majd a Hibernians ellen ő jegyezte a csapat egyetlen találatát.
2016. január 31-én írt alá a Beauvais-hoz.

## Statisztika
| Klub     | Szezon       | Osztály        | Bajnokság | Bajnokság | Kupa  | Kupa | Összesen | Összesen |
| Klub     | Szezon       | Osztály        | Mérk.     | Gól       | Mérk. | Gól  | Mérk.    | Gól      |
| -------- | ------------ | -------------- | --------- | --------- | ----- | ---- | -------- | -------- |
| 2011     | Vålerenga    | Tippeligaen    | 2         | 0         | 0     | 0    | 2        | 0        |
| 2012     | Vålerenga    | Tippeligaen    | 0         | 0         | 0     | 0    | 0        | 0        |
| 2013     | Vålerenga    | Tippeligaen    | 0         | 0         | 0     | 0    | 0        | 0        |
| 2013–14  | Kecskemét    | NB I           | 2         | 1         | 2     | 0    | 4        | 1        |
| 2015–16  | Naxxar Lions | Premier League | 10        | 1         | 0     | 0    | 10       | 1        |
| 2015–16  | Beauvais     | CFA 2          | 3         | 0         | 0     | 0    | 3        | 0        |
| Összesen | Összesen     | Összesen       | 17        | 2         | 2     | 0    | 19       | 2        |

## Válogatott
2011. szeptember 4.-én Manuel Amoros szövetségi kapitány egy Burundi elleni ANK-selejtező mérkőzésen szerepeltette először, majd ezt követően még két hivatalos és öt barátságos találkozón viselte a nemzeti válogatott mezét.

### Mérkőzései a benini válogatottban
| #  | Dátum               | Ellenfél | Eredmény | Kiírás        | Esemény |
| -- | ------------------- | -------- | -------- | ------------- | ------- |
| 1. | 2011. szeptember 4. | Burundi  | 1 – 1    | ANK-selejtező | 73'     |
| 2. | 2011. október 9.    | Ruanda   | 0 – 1    | ANK-selejtező | 43'     |
| 3. | 2012. február 29.   | Etiópia  | 0 – 0    | ANK-selejtező | 68'     |

## Sikerei
- ASPA Cotonou
  - Benini bajnok: 2010

## Külső hivatkozások
- Adatlapja a transfermarkt.co.uk oldalon
- Adatlapja a kecskemetite.hu oldalon